# 大廟山
大廟山，原名惠澤山、南臺山，是福建省福州市臺江區的一座歷史悠久的山，海拔31米。

## 歷史
閩越王無諸曾在山上建有越王臺，故大廟山古名南臺山，而後東越王余善繼位後擴建釣龍臺。五代閩國開平二年（908年），閩太祖修築福州夾城時，將越王臺所在的南城區域納入城市防禦體系。
後世為紀念閩越王的貢獻，曾在越王臺的旁邊建起閩越王廟，俗稱大廟或無諸廟，故此山被稱作大廟山。大廟曾歷經唐大中年間、大明隆慶年間、大清道光年間的重修或修建，最後於民國十一年（1922年）被焚毀。
大清光緒三十一年（1905年），福州商務總會總理張秋舫與羅筱坡，集資在大廟山釣龍臺創辦「福州商立小學堂」。民國十一年（1922年），羅筱坡之子羅勉侯擔任商立小學董事長；民國廿年（1931年），福州商務總會換屆改組，學校脫離商會，故改名為「私立福商小學」，羅勉侯之子羅郁坦擔任董事長。民國三十四年（1945年）九月擴辦初中，後獲准增辦高中，命名為「私立福商中學」。
中華人民共和國建立後，公元1952年，「福商中學」與「四瑞中學」合併，並更名為「福州市第四中學」，後又更名為「福建省福州第四中學」。

## 文物古蹟
- 越王臺
- 釣龍臺
- 釣龍井
- 全閩第一江山
- 登高亭
- 福州志社